# چلسی پری
چلسی پری (انگلیسی: Chelsey Perry؛ زادهٔ ۷ ژوئن ۱۹۹۹) بازیکن بسکتبال اهل ایالات متحده آمریکا است.